# Lega Nazionale A 2015-2016 (hockey su ghiaccio)
La Stagione 2015-2016 è stata la 74ª edizione di LNA del campionato svizzero di hockey su ghiaccio. La stagione regolare è iniziata il 9 settembre 2015 e si è conclusa il 27 febbraio 2016. I playoff e i playout sono iniziati il 3 marzo 2016 e si sono conclusi il 12 aprile 2016 con la vittoria del Berna.

## Formula
Le 12 squadre giocano 2 doppi turni di 22 partite contro tutte le altre squadre, e sei partite contro tre squadre scelte in base alla posizione geografica.
| Ovest             | Centro       | Est            |
| ----------------- | ------------ | -------------- |
| Ginevra-Servette  | Bienne       | Kloten Flyers  |
| Friburgo-Gottéron | Zugo         | ZSC Lions      |
| Berna             | Ambrì-Piotta | Langnau Tigers |
| Losanna           | Lugano       | Davos          |

Con questa formula ogni squadra disputa 50 partite di stagione regolare.
Alla fine della stagione regolare le prime 8 classificate si scontreranno nei playoff, i quali prevedono quarti di finale, semifinali e finale.

Le ultime 4 giocheranno invece un girone intermedio per definire le ultime due classificate che si scontreranno poi nella finale di playout.

La squadra sconfitta ai playout si scontrerà infine contro la vincitrice del campionato LNB per definire la squadra qualificata alla Lega Nazionale A nella stagione successiva.

Tutti i turni (playoff, finale di playout e qualificazione in LNA) si disputano al meglio delle 7 partite.
La vincitrice si laureerà campione svizzera.

### Orari di gioco
Per la stagione 2015-2016, la Lega Nazionale A ha scelto di disputare le partite nei seguenti orari:
- Lunedì-sabato: inizio 19:45
- Domenica: inizio 15:45

I derby Ambrì-Lugano sono previsti alle 20:30 tra lunedì e sabato, e alle 16:00 di domenica.

## Partecipanti
| Squadra           | Città    | Pista               | Capienza | Media spettatori (RS/PO) | Riassunto stagione |
| ----------------- | -------- | ------------------- | -------- | ------------------------ | ------------------ |
| Ambrì-Piotta      | Ambrì    | Valascia            | 6.500    | 5.248/-                  | Dettagli           |
| Berna             | Berna    | PostFinance-Arena   | 17.131   | 16.047/-                 | Dettagli           |
| Bienne            | Bienne   | Eisstadion          | 7.000    | 5.833/-                  | Dettagli           |
| Davos             | Davos    | Vaillant Arena      | 7.080    | 4.652/-                  | Dettagli           |
| Friburgo-Gottéron | Friborgo | BCF Arena           | 6.700    | 6.138/6.302              | Dettagli           |
| Ginevra-Servette  | Ginevra  | Les Vernets         | 7.382    | 6.485/-                  | Dettagli           |
| Kloten Flyers     | Kloten   | Kolping Arena       | 7.624    | 4.713/6.523              | Dettagli           |
| Langnau Tigers    | Langnau  | Ilfishalle          | 6.050    | 5.839/-                  | Dettagli           |
| Losanna           | Losanna  | Patinoire de Malley | 9.244    | 6.658/-                  | Dettagli           |
| Lugano            | Lugano   | Resega              | 7.800    | 5.699/-                  | Dettagli           |
| Zugo              | Zugo     | Bossard Arena       | 7.015    | 6.494/7.015              | Dettagli           |
| ZSC Lions         | Zurigo   | Hallenstadion       | 11.200   | 9.711/10.633             | Dettagli           |

## Regular Season

### Classifica
| Pos | Squadra           | G  | V  | VS | PS | P  | GF  | GS  | DR  | Punti | Osservazioni                            |
| --- | ----------------- | -- | -- | -- | -- | -- | --- | --- | --- | ----- | --------------------------------------- |
| 1   | ZSC Lions         | 50 | 29 | 2  | 7  | 12 | 173 | 125 | +48 | 98    | Vincitore della Regular Season, Playoff |
| 2   | Davos             | 50 | 25 | 7  | 2  | 16 | 181 | 142 | +39 | 91    | Playoff                                 |
| 3   | Ginevra-Servette  | 50 | 25 | 6  | 2  | 17 | 160 | 138 | +22 | 89    | Playoff                                 |
| 4   | Zugo              | 50 | 24 | 5  | 6  | 15 | 161 | 138 | +23 | 88    | Playoff                                 |
| 5   | Lugano            | 50 | 21 | 6  | 5  | 18 | 157 | 150 | +7  | 80    | Playoff                                 |
| 6   | Friburgo-Gottéron | 50 | 22 | 2  | 5  | 21 | 148 | 154 | -6  | 75    | Playoff                                 |
| 7   | Kloten Flyers     | 50 | 20 | 5  | 2  | 23 | 154 | 150 | +4  | 72    | Playoff                                 |
| 8   | Berna             | 50 | 16 | 5  | 9  | 20 | 152 | 162 | -10 | 67    | Playoff                                 |
| 9   | Losanna           | 50 | 17 | 6  | 4  | 23 | 123 | 143 | -20 | 67    | Playout                                 |
| 10  | Ambrì-Piotta      | 50 | 18 | 2  | 8  | 22 | 144 | 166 | -22 | 66    | Playout                                 |
| 11  | Langnau Tigers    | 50 | 14 | 6  | 3  | 27 | 135 | 173 | -38 | 57    | Playout                                 |
| 12  | Bienne            | 50 | 11 | 6  | 5  | 28 | 128 | 175 | -47 | 50    | Playout                                 |

Note:

 Berna,  Friburgo-Gottéron,  ZSC Lions,  Zugo qualificate di diritto alla Champions Hockey League 2016-2017
 Davos qualificato alla Champions Hockey League 2016-2017

### Statistiche
Classifica dei PostFinance Top Scorer
| Pos | Nome                   | Squadra           | G  | A  | Pt |
| --- | ---------------------- | ----------------- | -- | -- | -- |
| 1.  | Pierre-Marc Bouchard   | Zugo              | 12 | 55 | 67 |
| 2.  | Perttu Lindgren        | Davos             | 22 | 40 | 62 |
| 3.  | Cory Conacher          | Berna             | 22 | 30 | 52 |
| 4.  | Robert Nilsson         | ZSC Lions         | 12 | 40 | 52 |
| 5.  | Linus Klasen           | Lugano            | 14 | 35 | 49 |
| 6.  | Harri Pesonen          | Losanna           | 22 | 24 | 46 |
| 7.  | Matt D'Agostini        | Ginevra-Servette  | 20 | 20 | 40 |
| 8.  | Inti Pestoni           | Ambrì-Piotta      | 15 | 25 | 40 |
| 9.  | Tommi Santala          | Kloten Flyers     | 13 | 26 | 39 |
| 10. | Christopher DiDomenico | Langnau Tigers    | 12 | 26 | 38 |
| 11. | Julien Sprunger        | Friburgo-Gottéron | 25 | 11 | 36 |
| 12. | Gaëtan Haas            | Bienne            | 9  | 16 | 25 |

### Risultati
| 1ª giornata | 1ª giornata  | 1ª giornata |
| In Casa     | Ospiti       | Risultato   |
| ----------- | ------------ | ----------- |
| Berna       | Langnau      | 7-1         |
| Davos       | Friborgo     | 4-5 DR      |
| Ginevra     | Ambrì-Piotta | 8-2         |
| Kloten      | Bienne       | 3-7         |
| Lugano      | Zugo         | 2-5         |
| Zurigo      | Losanna      | 1-0         |

| 7ª giornata | 7ª giornata  | 7ª giornata |
| In Casa     | Ospiti       | Risultato   |
| ----------- | ------------ | ----------- |
| Berna       | Zurigo       | 1-2         |
| Bienne      | Ambrì-Piotta | 0-5         |
| Friborgo    | Losanna      | 2-0         |
| Kloten      | Davos        | 5-1         |
| Lugano      | Ginevra      | 5-1         |
| Zugo        | Langnau      | 5-0         |

| 13ª giornata | 13ª giornata | 13ª giornata |
| In Casa      | Ospiti       | Risultato    |
| ------------ | ------------ | ------------ |
| Ambrì-Piotta | Ginevra      | 5-2          |
| Bienne       | Kloten       | 3-2          |
| Friborgo     | Davos        | 4-2          |
| Langnau      | Berna        | 4-2          |
| Losanna      | Zurigo       | 1-2 DS       |
| Zugo         | Lugano       | 5-1          |

| 19ª giornata | 19ª giornata | 19ª giornata |
| In Casa      | Ospiti       | Risultato    |
| ------------ | ------------ | ------------ |
| Ambrì-Piotta | Bienne       | 2-3 DS       |
| Davos        | Kloten       | 3-1          |
| Ginevra      | Lugano       | 4-2          |
| Langnau      | Zugo         | 3-2          |
| Losanna      | Friborgo     | 4-1          |
| Zurigo       | Berna        | 5-3          |

| 25ª giornata | 25ª giornata | 25ª giornata |
| InCasa       | Ospiti       | Risultato    |
| ------------ | ------------ | ------------ |
| Berna        | Langnau      | 5-6 DR       |
| Bienne       | Friborgo     | 5-4 DR       |
| Ginevra      | Davos        | 1-6          |
| Lugano       | Zugo         | 1-2          |
| Kloten       | Ambrì-Piotta | 7-4          |
| Zurigo       | Losanna      | 2-0          |

| 31ª giornata | 31ª giornata | 31ª giornata |
| In Casa      | Ospiti       | Risultato    |
| ------------ | ------------ | ------------ |
| Berna        | Ambrì-Piotta | 3-5          |
| Bienne       | Losanna      | 1-2          |
| Friborgo     | Davos        | 1-9          |
| Ginevra      | Zugo         | 4-2          |
| Kloten       | Zurigo       | 3-1          |
| Langnau      | Lugano       | 1-4          |

| 37ª giornata | 37ª giornata | 37ª giornata |
| In Casa      | Ospiti       | Risultato    |
| ------------ | ------------ | ------------ |
| Friborgo     | Losanna      | 4-1          |
| Ginevra      | Berna        | 4-1          |
| Kloten       | Davos        | 3-4 DS       |
| Langnau      | Zurigo       | 0-7          |
| Lugano       | Bienne       | 3-2          |
| Zugo         | Ambrì-Piotta | 4-3 DS       |

| 43ª giornata | 43ª giornata | 43ª giornata |
| In Casa      | Ospiti       | Risultato    |
| ------------ | ------------ | ------------ |
| Bienne       | Lugano       | 6-2          |
| Friborgo     | Zurigo       | 2-3          |
| Ginevra      | Kloten       | 4-3          |
| Langnau      | Davos        | 3-7          |
| Losanna      | Berna        | 5-4 DR       |
| Zugo         | Ambrì-Piotta | 5-4 DR       |

| 49ª giornata | 49ª giornata | 49ª giornata |
| In Casa      | Ospiti       | Risultato    |
| ------------ | ------------ | ------------ |
| Berna        | Losanna      | 3-2          |
| Bienne       | Ambrì-Piotta | 4-2          |
| Davos        | Zurigo       | 5-6          |
| Ginevra      | Friborgo     | 5-1          |
| Kloten       | Langnau      | 5-3          |
| Lugano       | Zugo         | 3-2 DS       |

| 2ª giornata  | 2ª giornata | 2ª giornata |
| In Casa      | Ospiti      | Risultato   |
| ------------ | ----------- | ----------- |
| Ambrì-Piotta | Zurigo      | 3-2 DR      |
| Bienne       | Berna       | 4-5 DS      |
| Friborgo     | Kloten      | 6-3         |
| Langnau      | Ginevra     | 2-3         |
| Losanna      | Lugano      | 3-4 DS      |
| Zugo         | Davos       | 1-4         |

| 8ª giornata  | 8ª giornata | 8ª giornata |
| In Casa      | Ospiti      | Risultato   |
| ------------ | ----------- | ----------- |
| Ambrì-Piotta | Zugo        | 1-4         |
| Davos        | Langnau     | 4-2         |
| Friborgo     | Bienne      | 6-1         |
| Kloten       | Lugano      | 2-1 DR      |
| Losanna      | Berna       | 1-4         |
| Zurigo       | Ginevra     | 0-4         |

| 14ª giornata | 14ª giornata | 14ª giornata |
| InCasa       | Ospiti       | Risultato    |
| ------------ | ------------ | ------------ |
| Berna        | Bienne       | 4-1          |
| Davos        | Zugo         | 2-3 DS       |
| Ginevra      | Langnau      | 4-0          |
| Kloten       | Friborgo     | 3-1          |
| Lugano       | Losanna      | 2-0          |
| Zurigo       | Ambrì-Piotta | 5-2          |

| 20ª giornata | 20ª giornata | 20ª giornata |
| In Casa      | Ospiti       | Risultato    |
| ------------ | ------------ | ------------ |
| Berna        | Losanna      | 2-5          |
| Bienne       | Friborgo     | 1-3          |
| Ginevra      | Zurigo       | 4-3 DR       |
| Langnau      | Davos        | 6-0          |
| Lugano       | Kloten       | 3-2          |
| Zugo         | Ambrì-Piotta | 5-0          |

| 26ª giornata | 26ª giornata | 26ª giornata |
| In Casa      | Ospiti       | Risultato    |
| ------------ | ------------ | ------------ |
| Ambrì-Piotta | Zurigo       | 1-4          |
| Davos        | Berna        | 4-3 DS       |
| Friborgo     | Kloten       | 5-2          |
| Langnau      | Ginevra      | 4-3 DS       |
| Losanna      | Lugano       | 2-6          |
| Zugo         | Bienne       | 5-2          |

| 32ª giornata | 32ª giornata | 32ª giornata |
| In Casa      | Ospiti       | Risultato    |
| ------------ | ------------ | ------------ |
| Ambrì-Piotta | Friborgo     | 3-1          |
| Davos        | Kloten       | 3-2          |
| Losanna      | Langnau      | 6-3          |
| Lugano       | Ginevra      | 7-2          |
| Zugo         | Berna        | 5-6          |
| Zurigo       | Bienne       | 2-5          |

| 38ª giornata | 38ª giornata | 38ª giornata |
| In Casa      | Ospiti       | Risultato    |
| ------------ | ------------ | ------------ |
| Ambrì-Piotta | Zugo         | 2-4          |
| Bienne       | Lugano       | 2-3          |
| Davos        | Langnau      | 1-3          |
| Berna        | Ginevra      | 3-4 DS       |
| Losanna      | Friborgo     | 3-5          |
| Zurigo       | Kloten       | 2-1          |

| 44ª giornata | 44ª giornata | 44ª giornata |
| In Casa      | Ospiti       | Risultato    |
| ------------ | ------------ | ------------ |
| Ambrì-Piotta | Berna        | 3-4 DS       |
| Davos        | Friborgo     | 5-3          |
| Losanna      | Bienne       | 5-2          |
| Lugano       | Langnau      | 6-2          |
| Zugo         | Ginevra      | 2-1          |
| Zurigo       | Kloten       | 3-4 DR       |

| 50ª giornata | 50ª giornata | 50ª giornata |
| In Casa      | Ospiti       | Risultato    |
| ------------ | ------------ | ------------ |
| Ambrì-Piotta | Lugano       | 6-4          |
| Friborgo     | Berna        | 5-3          |
| Langnau      | Kloten       | 1-4          |
| Losanna      | Ginevra      | 5-3          |
| Zurigo       | Davos        | 1-4          |
| Zugo         | Bienne       | 3-1          |

| 3ª giornata  | 3ª giornata | 3ª giornata |
| In Casa      | Ospiti      | Risultato   |
| ------------ | ----------- | ----------- |
| Ambrì-Piotta | Berna       | 2-4         |
| Bienne       | Zurigo      | 3-2         |
| Friborgo     | Ginevra     | 4-2         |
| Langnau      | Losanna     | 3-1         |
| Lugano       | Davos       | 3-4 DS      |
| Zugo         | Kloten      | 4-3         |

| 9ª giornata | 9ª giornata  | 9ª giornata |
| In Casa     | Ospiti       | Risultato   |
| ----------- | ------------ | ----------- |
| Berna       | Kloten       | 2-1         |
| Bienne      | Losanna      | 0-2         |
| Ginevra     | Davos        | 2-4         |
| Langnau     | Ambrì-Piotta | 4-2         |
| Lugano      | Friborgo     | 4-1         |
| Zugo        | Zurigo       | 1-3         |

| 15ª giornata | 15ª giornata | 15ª giornata |
| In Casa      | Ospiti       | Risultato    |
| ------------ | ------------ | ------------ |
| Berna        | Ambrì-Piotta | 6-3          |
| Davos        | Lugano       | 5-0          |
| Ginevra      | Friborgo     | 3-5          |
| Kloten       | Zugo         | 3-1          |
| Losanna      | Langnau      | 4-3 DS       |
| Zurigo       | Bienne       | 6-1          |

| 21ª giornata | 21ª giornata | 21ª giornata |
| In Casa      | Ospiti       | Risultato    |
| ------------ | ------------ | ------------ |
| Ambrì-Piotta | Langnau      | 4-2          |
| Davos        | Ginevra      | 2-3          |
| Friborgo     | Lugano       | 3-1          |
| Kloten       | Berna        | 4-2          |
| Losanna      | Bienne       | 3-2          |
| Zurigo       | Zugo         | 5-3          |

| 27ª giornata | 27ª giornata | 27ª giornata |
| In Casa      | Ospiti       | Risultato    |
| ------------ | ------------ | ------------ |
| Bienne       | Ambrì-Piotta | 3-6          |
| Ginevra      | Berna        | 4-2          |
| Langnau      | Zurigo       | 1-5          |
| Losanna      | Friborgo     | 6-3          |
| Lugano       | Kloten       | 4-3          |
| Zugo         | Davos        | 2-4          |

| 33ª giornata | 33ª giornata | 33ª giornata |
| In Casa      | Ospiti       | Risultato    |
| ------------ | ------------ | ------------ |
| Bienne       | Kloten       | 2-3 DS       |
| Davos        | Ambrì-Piotta | 2-1 DS       |
| Friborgo     | Berna        | 1-3          |
| Losanna      | Ginevra      | 0-3          |
| Zurigo       | Lugano       | 4-2          |
| Zugo         | Langnau      | 2-3 DR       |

| 39ª giornata | 39ª giornata | 39ª giornata |
| In Casa      | Ospiti       | Risultato    |
| ------------ | ------------ | ------------ |
| Ambrì-Piotta | Kloten       | 1-3          |
| Davos        | Ginevra      | 1-4          |
| Friborgo     | Bienne       | 3-0          |
| Langnau      | Berna        | 2-1          |
| Losanna      | Zurigo       | 3-2 DR       |
| Zugo         | Lugano       | 3-2 DS       |

| 45ª giornata | 45ª giornata | 45ª giornata |
| In Casa      | Ospiti       | Risultato    |
| ------------ | ------------ | ------------ |
| Berna        | Zugo         | 5-2          |
| Bienne       | Zurigo       | 6-5 DS       |
| Friborgo     | Ambrì-Piotta | 4-1          |
| Ginevra      | Lugano       | 3-2 DS       |
| Kloten       | Davos        | 6-2          |
| Langnau      | Losanna      | 2-1 DR       |

| 4ª giornata | 4ª giornata  | 4ª giornata |
| InCasa      | Ospiti       | Risultato   |
| ----------- | ------------ | ----------- |
| Berna       | Zugo         | 2-3         |
| Davos       | Ambrì-Piotta | 3-4         |
| Ginevra     | Losanna      | 1-3         |
| Kloten      | Langnau      | 3-2         |
| Lugano      | Bienne       | 1-2         |
| Zurigo      | Friborgo     | 3-4 DR      |

| 10ª giornata | 10ª giornata | 10ª giornata |
| In Casa      | Ospiti       | Risultato    |
| ------------ | ------------ | ------------ |
| Berna        | Lugano       | 3-1          |
| Bienne       | Langnau      | 2-5          |
| Friborgo     | Zugo         | 6-3          |
| Kloten       | Ginevra      | 3-1          |
| Losanna      | Ambrì-Piotta | 2-1          |
| Zurigo       | Davos        | 3-2          |

| 16ª giornata | 16ª giornata | 16ª giornata |
| In Casa      | Ospiti       | Risultato    |
| ------------ | ------------ | ------------ |
| Ambrì-Piotta | Davos        | 4-5          |
| Bienne       | Lugano       | 5-1          |
| Friborgo     | Zurigo       | 3-1          |
| Langnau      | Kloten       | 4-5          |
| Losanna      | Ginevra      | 5-1          |
| Zugo         | Berna        | 3-0          |

| 22ª giornata | 22ª giornata | 22ª giornata |
| In Casa      | Ospiti       | Risultato    |
| ------------ | ------------ | ------------ |
| Ambrì-Piotta | Losanna      | 4-1          |
| Davos        | Zurigo       | 4-2          |
| Ginevra      | Kloten       | 3-1          |
| Langnau      | Bienne       | 7-0          |
| Lugano       | Berna        | 6-3          |
| Zugo         | Friborgo     | 3-2          |

| 28ª giornata | 28ª giornata | 28ª giornata |
| In Casa      | Ospiti       | Risultato    |
| ------------ | ------------ | ------------ |
| Ambrì-Piotta | Ginevra      | 5-3          |
| Berna        | Bienne       | 4-3          |
| Davos        | Losanna      | 7-5          |
| Friborgo     | Lugano       | 3-4 DR       |
| Kloten       | Langnau      | 4-2          |
| Zurigo       | Zugo         | 5-1          |

| 34ª giornata | 34ª giornata | 34ª giornata |
| In Casa      | Ospiti       | Risultato    |
| ------------ | ------------ | ------------ |
| Ambrì-Piotta | Losanna      | 5-2          |
| Berna        | Zurigo       | 6-5 DR       |
| Ginevra      | Friborgo     | 5-2          |
| Kloten       | Zugo         | 4-7          |
| Langnau      | Bienne       | 3-4 DS       |
| Lugano       | Davos        | 3-2          |

| 40ª giornata | 40ª giornata | 40ª giornata |
| In Casa      | Ospiti       | Risultato    |
| ------------ | ------------ | ------------ |
| Berna        | Davos        | 1-2 DR       |
| Bienne       | Zugo         | 3-4          |
| Ginevra      | Langnau      | 3-5          |
| Kloten       | Friborgo     | 2-3          |
| Lugano       | Losanna      | 7-4          |
| Zurigo       | Ambrì-Piotta | 7-2          |

| 46ª giornata | 46ª giornata | 46ª giornata |
| In Casa      | Ospiti       | Risultato    |
| ------------ | ------------ | ------------ |
| Ambrì-Piotta | Davos        | 3-4 DR       |
| Berna        | Friborgo     | 0-4          |
| Ginevra      | Losanna      | 3-1          |
| Langnau      | Zugo         | 3-4          |
| Lugano       | Zurigo       | 0-4          |
| Kloten       | Bienne       | 3-2 DR       |

| 5ª giornata  | 5ª giornata | 5ª giornata |
| In Casa      | Ospiti      | Risultato   |
| ------------ | ----------- | ----------- |
| Bienne       | Davos       | 5-1         |
| Ambrì-Piotta | Lugano      | 3-1         |
| Friborgo     | Berna       | 5-3         |
| Langnau      | Zurigo      | 4-6         |
| Losanna      | Kloten      | 4-2         |
| Zugo         | Ginevra     | 3-0         |

| 11ª giornata | 11ª giornata | 11ª giornata |
| In Casa      | Ospiti       | Risultato    |
| ------------ | ------------ | ------------ |
| Ambrì-Piotta | Kloten       | 1-4          |
| Davos        | Losanna      | 2-4          |
| Ginevra      | Berna        | 5-4          |
| Langnau      | Friborgo     | 5-2          |
| Lugano       | Zurigo       | 2-3 DS       |
| Zugo         | Bienne       | 3-4 DR       |

| 17ª giornata | 17ª giornata | 17ª giornata |
| In Casa      | Ospiti       | Risultato    |
| ------------ | ------------ | ------------ |
| Berna        | Friborgo     | 5-1          |
| Davos        | Bienne       | 6-3          |
| Ginevra      | Zugo         | 4-3 DR       |
| Kloten       | Losanna      | 4-5          |
| Lugano       | Ambrì-Piotta | 6-3          |
| Zurigo       | Langnau      | 6-3          |

| 23ª giornata | 23ª giornata | 23ª giornata |
| In Casa      | Ospiti       | Risultato    |
| ------------ | ------------ | ------------ |
| Berna        | Friborgo     | 4-2          |
| Bienne       | Zugo         | 0-6          |
| Ginevra      | Losanna      | 3-0          |
| Kloten       | Zurigo       | 4-3          |
| Langnau      | Davos        | 3-6          |
| Lugano       | Ambrì-Piotta | 4-2          |

| 29ª giornata | 29ª giornata | 29ª giornata |
| In Casa      | Ospiti       | Risultato    |
| ------------ | ------------ | ------------ |
| Bienne       | Davos        | 1-5          |
| Ginevra      | Zurigo       | 3-1          |
| Langnau      | Ambrì-Piotta | 2-1          |
| Losanna      | Kloten       | 2-1          |
| Lugano       | Berna        | 4-2          |
| Zugo         | Friborgo     | 3-2 DR       |

| 35ª giornata | 35ª giornata | 35ª giornata |
| In Casa      | Ospiti       | Risultato    |
| ------------ | ------------ | ------------ |
| Friborgo     | Langnau      | 2-3 DS       |
| Berna        | Kloten       | 4-5 DS       |
| Ginevra      | Bienne       | 5-1          |
| Lugano       | Ambrì-Piotta | 3-2 DR       |
| Zurigo       | Davos        | 4-0          |
| Zugo         | Losanna      | 3-4 DS       |

| 41ª giornata | 41ª giornata | 41ª giornata |
| In Casa      | Ospiti       | Risultato    |
| ------------ | ------------ | ------------ |
| Bienne       | Berna        | 4-3 DS       |
| Ginevra      | Ambrì-Piotta | 7-4          |
| Langnau      | Kloten       | 3-2          |
| Losanna      | Davos        | 3-4 DR       |
| Lugano       | Friborgo     | 7-4          |
| Zugo         | Zurigo       | 5-4          |

| 47ª giornata | 47ª giornata | 47ª giornata |
| In Casa      | Ospiti       | Risultato    |
| ------------ | ------------ | ------------ |
| Bienne       | Langnau      | 4-1          |
| Davos        | Lugano       | 6-3          |
| Friborgo     | Ginevra      | 2-4          |
| Losanna      | Ambrì-Piotta | 2-1 DR       |
| Zugo         | Kloten       | 3-4          |
| Zurigo       | Berna        | 5-2          |

| 6ª giornata  | 6ª giornata | 6ª giornata |
| In Casa      | Ospiti      | Risultato   |
| ------------ | ----------- | ----------- |
| Ambrì-Piotta | Friborgo    | 1-3         |
| Davos        | Berna       | 3-1         |
| Ginevra      | Bienne      | 3-2         |
| Langnau      | Lugano      | 3-4 DR      |
| Losanna      | Zugo        | 2-5         |
| Zurigo       | Kloten      | 3-4         |

| 12ª giornata | 12ª giornata | 12ª giornata |
| In Casa      | Ospiti       | Risultato    |
| ------------ | ------------ | ------------ |
| Berna        | Ginevra      | 3-2 DR       |
| Bienne       | Zugo         | 2-3          |
| Friborgo     | Langnau      | 2-1          |
| Kloten       | Ambrì-Piotta | 2-5          |
| Losanna      | Davos        | 1-6          |
| Zurigo       | Lugano       | 5-3          |

| 18ª giornata | 18ª giornata | 18ª giornata |
| In Casa      | Ospiti       | Risultato    |
| ------------ | ------------ | ------------ |
| Berna        | Davos        | 2-5          |
| Bienne       | Ginevra      | 2-3 DR       |
| Friborgo     | Ambrì-Piotta | 2-5          |
| Kloten       | Zurigo       | 3-5          |
| Lugano       | Langnau      | 4-2          |
| Zugo         | Losanna      | 2-0          |

| 24ª giornata | 24ª giornata | 24ª giornata |
| In Casa      | Ospiti       | Risultato    |
| ------------ | ------------ | ------------ |
| Ambrì-Piotta | Bienne       | 2-1          |
| Davos        | Kloten       | 3-1          |
| Friborgo     | Ginevra      | 2-4          |
| Losanna      | Berna        | 0-1          |
| Zugo         | Lugano       | 3-4          |
| Zurigo       | Langnau      | 2-1          |

| 30ª giornata | 30ª giornata | 30ª giornata |
| In Casa      | Ospiti       | Risultato    |
| ------------ | ------------ | ------------ |
| Ambrì-Piotta | Zugo         | 3-2 DS       |
| Berna        | Losanna      | 2-3 DR       |
| Davos        | Langnau      | 4-5          |
| Kloten       | Ginevra      | 1-4          |
| Lugano       | Bienne       | 3-1          |
| Zurigo       | Friborgo     | 4-1          |

| 36ª giornata | 36ª giornata | 36ª giornata |
| In Casa      | Ospiti       | Risultato    |
| ------------ | ------------ | ------------ |
| Ambrì-Piotta | Lugano       | 3-2          |
| Bienne       | Ginevra      | 4-5 DS       |
| Davos        | Zurigo       | 2-1          |
| Kloten       | Berna        | 2-3 DS       |
| Losanna      | Zugo         | 4-2          |
| Langnau      | Friborgo     | 3-2 DS       |

| 42ª giornata | 42ª giornata | 42ª giornata |
| In Casa      | Ospiti       | Risultato    |
| ------------ | ------------ | ------------ |
| Ambrì-Piotta | Langnau      | 2-0          |
| Berna        | Lugano       | 2-3 DR       |
| Davos        | Bienne       | 2-5          |
| Friborgo     | Zugo         | 3-4          |
| Kloten       | Losanna      | 4-1          |
| Zurigo       | Ginevra      | 4-2          |

| 48ª giornata | 48ª giornata | 48ª giornata |
| In Casa      | Ospiti       | Risultato    |
| ------------ | ------------ | ------------ |
| Ambrì-Piotta | Bienne       | 5-1          |
| Berna        | Ginevra      | 4-1          |
| Davos        | Zugo         | 5-1          |
| Friborgo     | Losanna      | 3-0          |
| Kloten       | Lugano       | 5-4          |
| Zurigo       | Langnau      | 4-1          |

LEGENDA:

DS= Dopo i supplementari, DR= dopo i rigori

## Playoff
|  | Quarti di finale | Quarti di finale  | Quarti di finale | Quarti di finale | Quarti di finale | Quarti di finale | Quarti di finale | Quarti di finale | Quarti di finale | Quarti di finale |   |   | Semifinali | Semifinali | Semifinali | Semifinali | Semifinali | Semifinali | Semifinali | Semifinali | Semifinali | Semifinali |  |  | Finali | Finali | Finali | Finali | Finali | Finali | Finali | Finali | Finali | Finali |  |  |
|  |                  |                   |                  |                  |                  |                  |                  |                  |                  |                  |   |   |            |            |            |            |            |            |            |            |            |            |  |  |        |        |        |        |        |        |        |        |        |        |  |  |
|  | 1                | ZSC Lions         | 3                | 1                | 3                | 0                |                  |                  |                  |                  |   |   |            |            |            |            |            |            |            |            |            |            |  |  |        |        |        |        |        |        |        |        |        |        |  |  |
|  | 8                | Berna             | 4                | 2                | 4                | 3                |                  |                  |                  |                  |   |   |            |            |            |            |            |            |            |            |            |            |  |  |        |        |        |        |        |        |        |        |        |        |  |  |
|  | 8                | Berna             | 4                | 2                | 4                | 3                |                  |                  | Davos            | 4                | 1 | 7 | 2          | 3          |            |            |            |            |            |            |            |            |  |  |        |        |        |        |        |        |        |        |        |        |  |  |
|  |                  |                   |                  |                  |                  |                  |                  |                  |                  |                  | 1 | 7 | 2          | 3          |            |            |            |            |            |            |            |            |  |  |        |        |        |        |        |        |        |        |        |        |  |  |
|  |                  |                   | Berna            | 5                | 2                | 1                | 3                | 4                |                  |                  |   |   |            |            |            |            |            |            |            |            |            |            |  |  |        |        |        |        |        |        |        |        |        |        |  |  |
|  | 2                | Davos             | Berna            | 5                | 2                | 1                | 3                | 4                | 4                | 5                | 3 | 4 |            |            |            |            |            |            |            |            |            |            |  |  |        |        |        |        |        |        |        |        |        |        |  |  |
|  | 2                | Davos             |                  |                  |                  |                  |                  |                  | 4                | 5                | 3 | 4 |            |            |            |            |            |            |            |            |            |            |  |  |        |        |        |        |        |        |        |        |        |        |  |  |
|  | 7                | Kloten Flyers     | 1                | 3                | 1                | 1                |                  |                  |                  |                  |   |   |            |            |            |            |            |            |            |            |            |            |  |  |        |        |        |        |        |        |        |        |        |        |  |  |
|  |                  |                   |                  |                  |                  |                  |                  |                  |                  |                  |   |   |            |            |            |            |            |            |            |            |            |            |  |  | Lugano | 5      | 0      | 2      | 1      | 2      |        |        |        |        |  |  |
|  |                  |                   |                  | Berna            | 4                | 1                | 3                | 2                | 3                |                  |   |   |            |            |            |            |            |            |            |            |            |            |  |  |        |        |        |        |        |        |        |        |        |        |  |  |
|  | 3                | Ginevra-Servette  | 3                | 4                | 4                | 0                | 4                |                  |                  |                  |   |   |            |            |            |            |            |            |            |            |            |            |  |  |        |        |        |        |        |        |        |        |        |        |  |  |
|  | 6                | Friburgo-Gottéron | 1                | 3                | 1                | 3                | 1                |                  |                  |                  |   |   |            |            |            |            |            |            |            |            |            |            |  |  |        |        |        |        |        |        |        |        |        |        |  |  |
|  | 6                | Friburgo-Gottéron | 1                | 3                | 1                | 3                | 1                |                  |                  | Ginevra-Servette | 0 | 2 | 3          | 6          | 2          | 3          |            |            |            |            |            |            |  |  |        |        |        |        |        |        |        |        |        |        |  |  |
|  |                  |                   |                  |                  |                  |                  |                  |                  |                  |                  | 0 | 2 | 3          | 6          | 2          | 3          |            |            |            |            |            |            |  |  |        |        |        |        |        |        |        |        |        |        |  |  |
|  |                  |                   | Lugano           | 5                | 1                | 4                | 1                | 3                | 4                |                  |   |   |            |            |            |            |            |            |            |            |            |            |  |  |        |        |        |        |        |        |        |        |        |        |  |  |
|  | 4                | Zugo              | Lugano           | 5                | 1                | 4                | 1                | 3                | 4                | 1                | 2 | 2 | 4          |            |            |            |            |            |            |            |            |            |  |  |        |        |        |        |        |        |        |        |        |        |  |  |
|  | 4                | Zugo              |                  |                  |                  |                  |                  |                  |                  | 1                | 2 | 2 | 4          |            |            |            |            |            |            |            |            |            |  |  |        |        |        |        |        |        |        |        |        |        |  |  |
|  | 5                | Lugano            | 2                | 4                | 5                | 5                |                  |                  |                  |                  |   |   |            |            |            |            |            |            |            |            |            |            |  |  |        |        |        |        |        |        |        |        |        |        |  |  |

Note:

 Lugano qualificato alla Champions Hockey League 2016-2017

### Statistiche
| #   | Nome               | Squadra          | G | A  | Pt |
| --- | ------------------ | ---------------- | - | -- | -- |
| 1.  | Linus Klasen       | Lugano           | 5 | 12 | 17 |
| 2.  | Andrew Ebbett      | Berna            | 5 | 10 | 15 |
| 3.  | Tony Mårtensson    | Lugano           | 8 | 6  | 14 |
| 4.  | Damien Brunner     | Lugano           | 7 | 7  | 14 |
| 5.  | Kevin Romy         | Ginevra-Servette | 5 | 8  | 13 |
| 6.  | Derek Roy          | Berna            | 3 | 9  | 12 |
| 7.  | Ramon Untersander  | Berna            | 3 | 9  | 12 |
| 8.  | Fredrik Pettersson | Lugano           | 2 | 9  | 11 |
| 9.  | Perttu Lindgren    | Davos            | 7 | 3  | 10 |
| 10. | Cory Conacher      | Berna            | 5 | 4  | 9  |

LEGENDA:

G= Goal, A= Assist, Pt=Punti

## Playout
Dalla stagione 2013-2014 i playout hanno subito una variazione nella loro formula. Le 4 squadre che disputano i playout giocano un turno di andata e ritorno con ognuna delle altre 3 squadre presenti. I punti ottenuti vengono sommati ai punti ottenuti durante la regular season e le ultime due classificate si scontrano nella finale dei playout.

### Classifica
| Posizione | Squadra        | G | V | VS | PS | P | GF  | GS  | DR  | Punti |
| --------- | -------------- | - | - | -- | -- | - | --- | --- | --- | ----- |
| 1         | Losanna        | 6 | 3 | 0  | 0  | 3 | 140 | 155 | -15 | 76    |
| 2         | Ambrì-Piotta   | 6 | 3 | 0  | 0  | 3 | 164 | 188 | -24 | 75    |
| 3         | Bienne         | 6 | 5 | 0  | 0  | 1 | 143 | 185 | -42 | 65    |
| 4         | Langnau Tigers | 6 | 1 | 0  | 0  | 5 | 153 | 199 | -46 | 60    |

LEGENDA:

G=Giocate, V=Vinte, VS=Vinte dopo i tempi regolamentari, PS=Sconfitte dopo i tempi regolamentari, P=Sconfitte, GF=Gol fatti, GS=Gol subiti, DR=Differenza reti, Pt=Punti

### Risultati
| turno 1 | turno 1      | turno 1   |
| In Casa | Ospiti       | Risultato |
| ------- | ------------ | --------- |
| Bienne  | Ambrì-Piotta | 4-2       |
| Losanna | Langnau      | 4-6       |

| turno 2      | turno 2 | turno 2   |
| In Casa      | Ospiti  | Risultato |
| ------------ | ------- | --------- |
| Langnau      | Bienne  | 2-3       |
| Ambrì-Piotta | Losanna | 3-1       |

| turno 3 | turno 3      | turno 3   |
| In Casa | Ospiti       | Risultato |
| ------- | ------------ | --------- |
| Losanna | Bienne       | 2-0       |
| Langnau | Ambrì-Piotta | 3-4       |

| turno 4      | turno 4 | turno 4   |
| In Casa      | Ospiti  | Risultato |
| ------------ | ------- | --------- |
| Ambrì-Piotta | Langnau | 9-4       |
| Bienne       | Losanna | 2-0       |

| turno 5      | turno 5 | turno 5   |
| In Casa      | Ospiti  | Risultato |
| ------------ | ------- | --------- |
| Ambrì-Piotta | Bienne  | 2-3       |
| Langnau      | Losanna | 1-3       |

| turno 6 | turno 6      | turno 6   |
| In Casa | Ospiti       | Risultato |
| ------- | ------------ | --------- |
| Bienne  | Langnau      | 3-2       |
| Losanna | Ambrì-Piotta | 7-0       |

LEGENDA:

DS= Dopo i supplementari, DR= dopo i rigori

### Finale dei Playout
|  | Finale         |                |                |   |   |   |   |   |   |   |  |
|  |                |                |                |   |   |   |   |   |   |   |  |
|  | Bienne         | Bienne         | Bienne         | 6 | 0 | 3 | 5 | 1 | 3 | 2 |  |
|  | Langnau Tigers | Langnau Tigers | Langnau Tigers | 1 | 1 | 0 | 6 | 3 | 4 | 4 |  |

## Qualificazione LNA/LNB
Bienne mantiene la permanenza in LNA perché Ajoie non ha fatto richiesta per giocare la stagione 2016/2017 in LNA e dunque non è stato necessario lo spareggio.